# Kanton Laval-Nord-Est
Kanton Laval-Nord-Est (fr. Canton de Laval-Nord-Est) je francouzský kanton v departementu Mayenne v regionu Pays de la Loire. Tvoří ho čtyři obce.

## Obce kantonu
- Changé
- Laval (severovýchodní část)
- Saint-Germain-le-Fouilloux
- Saint-Jean-sur-Mayenne